# كيفن باري
كيفن باري (بالإنجليزية: Kevin Barry) (مواليد 10 أكتوبر 1959) هو ملاكم نيوزيلندي، مثّل بلاده في الألعاب الأولمبية الصيفية 1984 وحقق الميدالية الفضية في فئة الوزن الثقيل الخفيف.

## حياته الشخصية
باري متزوج من مواطنته لاعبة الجمباز الإيقاعي الأولمبية تانيا موس، حيث تقابلا في دورة الألعاب ذاتها.

## روابط خارجية
كيفن باري على موقع أوليمبيديا (الإنجليزية)
- كيفن باري على موقع اللجنة الأولمبية النيوزيلندية (الإنجليزية)